# 梅迪亚纳德沃尔托亚
梅迪亚纳德沃尔托亚，是西班牙卡斯蒂利亚-莱昂阿维拉省的一个市镇。 总面积18km2, 总人口113人（2001年），人口密度6人/km2。